# Myosotis laingii
Myosotis laingii är en strävbladig växtart som beskrevs av Thomas Frederic Cheeseman. Myosotis laingii ingår i släktet förgätmigejer, och familjen strävbladiga växter. Inga underarter finns listade i Catalogue of Life.